# 1864年至1866年死刑议题皇家委员会
1864年至1866年死刑議題皇家委員會（英語：Royal Commission on Capital Punishment 1864–66）是英國的一個關於死刑議題之皇家委員會，運作期間為1864年至1866年。由第六代里士满公爵查尔斯·戈登-伦诺克斯擔任主席。1864年至1866年死刑議題皇家委員會的委員們在關於廢除死刑的問題上存在分歧，但他們的建議包括廢除公開處決。